# Fuochi d'artificio (film 1997)
Fuochi d'artificio è un film del 1997, diretto e interpretato da Leonardo Pieraccioni.

## Trama
Ottone racconta la sua storia a uno psicanalista incontrato per caso sulla spiaggia di una località esotica: egli lavora in un negozio di animali insieme a Lorenza, della quale è pazzamente innamorato Germano, suo storico e stravagante amico che da tempo le invia regali di ogni tipo firmandosi semplicemente come "l'anonimo".
Dopo aver scoperto il tradimento della sua partner Mara con il macellaio del paese, Ottone va a vivere in un appartamento in compagnia di due fidanzati, la sua vecchia amica Barbara e Roberto detto "Er Patata", agli arresti domiciliari a causa del pestaggio ai danni di un vigile urbano. Nei giorni in cui, rientrando in casa, trova la coppia in focosi atteggiamenti sessuali, Ottone si rifugia al piano superiore dall'amica Demiù, con cui si diverte a giocare e a fare dei piccoli balli, i cosiddetti "passettini", al ritmo di musica latino-americana.
Dopo vari tentativi di trovare una nuova ragazza, puntualmente frustrati, a seguito di un incontro di lavoro Ottone conosce la bella Luna e se ne innamora subito: la ragazza, però, è ricca, viziata e con un segreto che non permette ai due di vivere al meglio la loro storia d'amore; quando il padre della ragazza gli svela che questa è sposata con un cadetto militare sempre assente per lavoro, Luna gli propone di continuare la loro relazione come semplici amanti: Ottone cede mentre Germano invita Lorenza a un appuntamento al buio per rivelarsi, ma questa lo scambia per il maître del ristorante e Germano se ne va deluso.
Il mattino dopo, origliando una conversazione di Ottone, Lorenza fraintende le sue parole credendo sia lui il misterioso anonimo che il giorno prima non aveva avuto il coraggio di presentarsi all'appuntamento. Durante la festa che celebra la fine degli arresti domiciliari del Patata, quest'ultimo propone a Barbara di sposarlo e quest'ultima, sconvolta, scappa. Barbara ha già rivelato a Ottone della sua relazione con lo stesso macellaio con cui la ex Mara aveva tradito Ottone. Il giorno dopo Barbara rivela al Patata di non amarlo più ormai da parecchio tempo, ma di aver taciuto perché durante gli arresti domiciliari non poteva andarsene, cosa che Roberto fa immediatamente dopo, tornando a Roma. Germano, d'altro canto, inizia una relazione con Virginia, la sorella di Roberto, conosciuta proprio alla festa e che dopo pochi mesi sposerà. Intanto, Ottone riceve una lettera nella quale Luna gli rivela di voler interrompere la loro relazione a causa della loro incompatibilità caratteriale; la mattina dopo Lorenza seduce Ottone, ma poche ore dopo questo incontra nuovamente Luna, che è pentita di averlo lasciato e gli propone di partire per i Caraibi.
Una proposta simile gli viene fatta anche da Lorenza e da Barbara, che ha bisogno di distrarsi dalla fine del suo rapporto con Roberto. La stessa Demiù sta partendo e passa a salutarlo, poiché finalmente ha abbastanza soldi per realizzare il suo progetto di aprire un locale in un'isola, così Ottone, rimasto da solo, inizia a riflettere con chi partire tra Luna, Lorenza e Barbara. A questo punto lo psicanalista, ormai interessato alla storia (interrotta da Ottone per un impegno), passa la giornata chiedendosi con quale ragazza Ottone abbia deciso di partire. La sera stessa scopre che questi gestisce un bar sull'isola con Demiù, con la quale si è fidanzato essendosi reso conto che erano i brevi momenti passati con lei a giocare e a ballare quelli in cui si sentiva davvero felice.

## Produzione
Il film contiene un cameo di Bud Spencer nel ruolo di un musicista cieco ingaggiato da Germano per dedicare una serenata a Lorenza.

### Riprese
Le riprese si svolsero sull'isola di Gasfinolhu alle Maldive, a Firenze, nella frazione fiorentina di Settignano e in alcuni comuni della Provincia di Firenze tra cui Fiesole e Vaglia.

## Distribuzione
Il film andò in onda TV per la prima volta su Canale 5 il 29 ottobre del 2001 per poi essere replicato sempre sulla stessa rete, su Rete 4 e su Cine34.

## Colonna sonora
- La canzone cantata da Germano nella prima scena in cui appare, e che indirizza ironicamente a Ottone dopo che questi si è lasciato, è Tu sei l'unica donna per me di Alan Sorrenti.
- La canzone che apre il film è la stessa che si sente quando Ottone vede per la prima volta Luna e cioè Bella di Jovanotti; anche la canzone cantata da Gandhi a Lorenza è una rivisitazione di un brano dell'artista toscano, cioè Serenata rap.
- Ottone e Demiù, in una scena del film, si sfidano a trovare "la più bella canzone d'amore tra le canzoni d'amore": la scelta ricade su Una canzone per te di Vasco Rossi.
- Quando Ottone si trasferisce a casa di Barbara e Patata quest'ultimo, per prenderlo in giro, gli canta Malafemmina.
- Quando Ottone e Luna si incontrano al parco, mentre si baciano per la prima volta, si sente Giudizi universali di Samuele Bersani.
- Quando Germano ascolta la radio, sdraiato sul letto, in una delle scene finali, si sente parlare e "annunciare il nuovo giorno" da Carlo Conti.
- La canzone di sottofondo della famosa scena dei "passettini" con Ottone e Demiù è Que hay de malo di Jerry Rivera.

## Accoglienza

### Incassi
Il film fu il secondo maggior successo al box office per Pieraccioni: con oltre 60 miliardi di lire il film raggiunse quasi la cifra ottenuta da Il ciclone uscito l'anno precedente. Con 25878172 € risulta il 27º film col maggiore incasso in Italia.

## Curiosità
Inizialmente il film, a cui era stato dato il titolo provvisorio Come fratello e sorella, avrebbe dovuto avere un ulteriore personaggio protagonista, una sedicenne, "tagliato" poi nella sceneggiatura definitiva.
In una scena nel film, sulla porta di un videonoleggio si può vedere la locandina del precedente film di Pieraccioni, Il ciclone.
Nella scena del parco, girata alla fiorentina Villa Demidoff, dietro ai personaggi sullo sfondo si può notare la sagoma del gigantesco Colosso dell'Appennino. 
In una scena in camera di Demiù Ottone guarda I mostri, film a episodi con Ugo Tognazzi e Vittorio Gassman.